# Epidendrum trachysepalum
Epidendrum trachysepalum är en orkidéart som beskrevs av Eric Hágsater. Epidendrum trachysepalum ingår i släktet Epidendrum och familjen orkidéer. Inga underarter finns listade i Catalogue of Life.